# Assago Milanofiori Nord (métro de Milan)
Milanofiori Nord est une station de la ligne 2 du métro de Milan, située viale Milanofiori sur le territoire communal d'Assago.